# 对国旗的盟誓

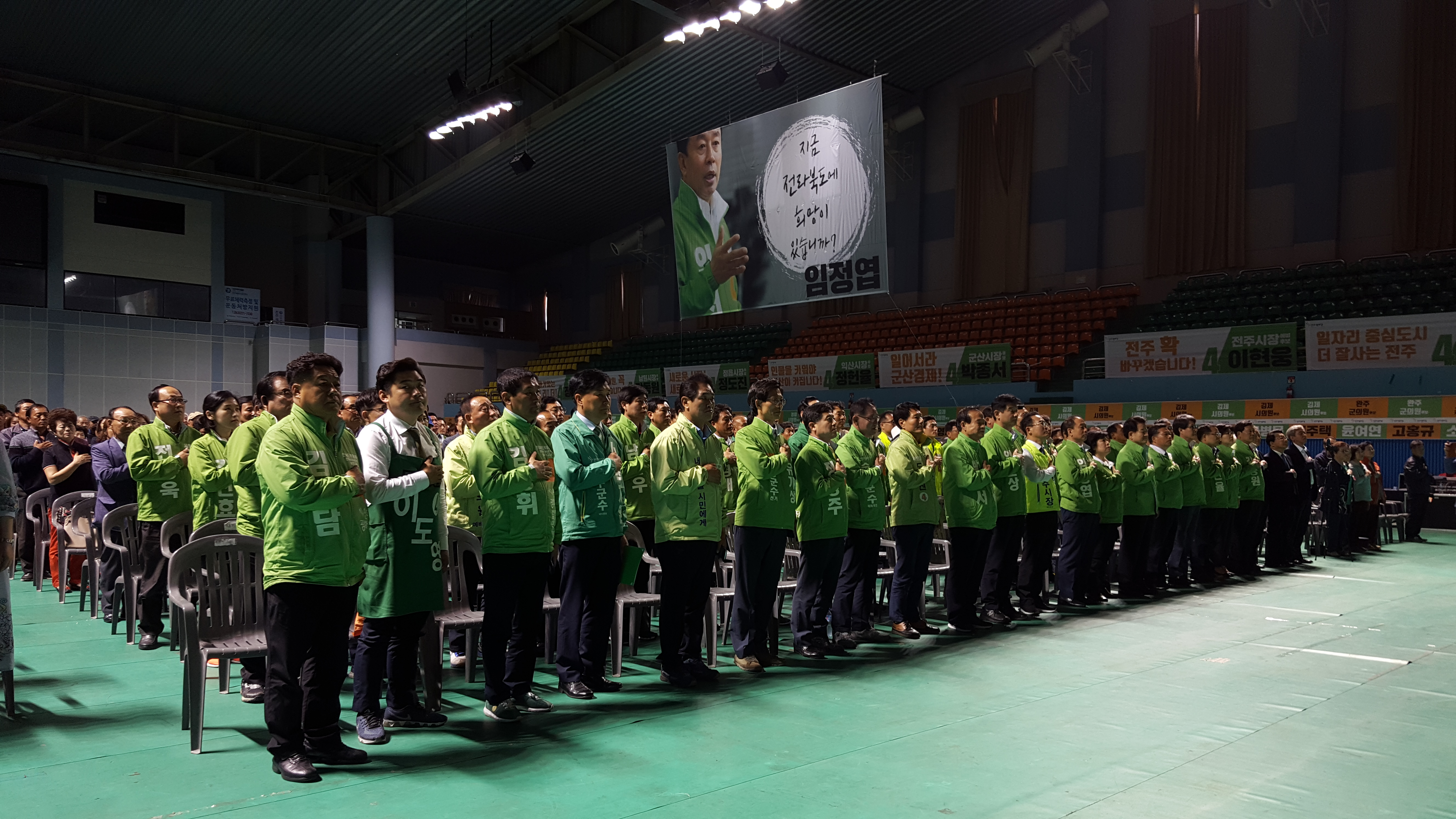
韩国地方选举中的国旗盟誓环节

对国旗的盟誓（：／）是大韓民国在进行国民礼儀等场合的时候朗读的忠诚誓词。该誓词最初于1968年3月由忠清南道教育委員会创作并普及，后于1968年末被韩国文教部决定全国施行。2007年5月，韩国行政自治部鉴于当时既存的誓词不符合時代以及文法上存在错误等缺点，制定了对国旗的盟誓修正案，于2007年7月27日公布施行。

## 历史
- 1968年3月 - 忠清南道教育厅奖学界長柳钟善（유종선）创作《对国旗的盟誓》。
- 1968年 - 韩国文教部对全国各学校指示施行誓词。
- 1972年 - 依据韩国国務总理的指示，在对国旗敬礼時，需同时宣读国旗誓言。
- 1984年2月 - 依据韩国总統令，制定实施「关于大韓民国国旗的規定」

## 内容
|  | （我在自豪的太极旗面前，为了有着自由与正义的大韩民国之无穷荣光而坚定地宣誓尽忠。） |